# Șieu-Măgheruș
Şieu-Măgheruș è un comune della Romania di 4 129 abitanti, ubicato nel distretto di Bistrița-Năsăud, nella regione storica della Transilvania.
Il comune è formato dall'unione di 7 villaggi: Arcalia, Chintelnic, Crainimăt, Podirei, Sărățel, Șieu-Măgheruș, Valea Măgherușului.